# هوت (إسرائيل)
هوت (بالإنجليزية: Hot)‏ (بالعبرية: הוט-מערכות תקשורת בע"מ) شركة اتصالات إسرائيلية، تقدم العديد من الخدمات منها التلفزيون الكابلي، وباقات مختلفة من القنوات مدفوعة الثمن وأخرى مشفرة.